# Veijo Niemi
Pour les articles homonymes, voir Veijo et Niemi.
Veijo Olavi Niemi (né le 4 juin 1954 à Lempäälä) est un homme politique finlandais.

## Biographie
Veijo Niemi a ovtenu son diplôme de l'École supérieure de police de Tampere en 1987.
Veijo Niemi a été  agent de police criminelle de 1976 à 2019.

## Carrière politique
Veijo Niemi est élu conseiller municipal de Lempäälä aux élections municipales finlandaises de 2017
Veijo Niemi est ŕéélu conseiller municipal de Lempäälä aux élections municipales finlandaises de 2021.
Veijo Niemi a été élu député du parti des Finlandais aux  élections législatives finlandaises de 2019.
Il était candidat dans la circonscription de Pirkanmaa et a obtenu 3 709 voix.
Veijo Niemi a été réélu député du parti des Finlandais aux  élections législatives finlandaises de 2023.